# Ставищенська сільська рада (Брусилівський район)
Ставищенська сільська рада — колишня адміністративно-територіальна одиниця та орган місцевого самоврядування у Ставищенському, Брусилівському і Коростишівському районах Малинської і Київської округ, Київської й Житомирської областей Української РСР та України з адміністративним центром у с. Ставище.

## Населені пункти
Сільській раді були підпорядковані населені пункти:
- с. Ставище
- с. Високе
- с. Йосипівка
- с. Костівці

## Населення
Відповідно до перепису населення СРСР, станом на 17 грудня 1926 року, чисельність населення ради становила 1 838 осіб, з них за статтю: чоловіків — 864, жінок — 974, етнічний склад: українців — 1 820, євреїв — 4, поляків — 14. Кількість господарств — 372, з них несільського типу — 14.
Відповідно до результатів перепису населення СРСР, кількість населення ради станом на 12 січня 1989 року становила 1 654 особи.
Станом на 5 грудня 2001 року, відповідно до перепису населення України, кількість мешканців сільської ради становила 1 355 осіб.

## Склад ради
Рада складалася з 12 депутатів та голови.

### Керівний склад сільської ради
| ПІБ                              | Основні відомості                                                     | Дата обрання | Дата звільнення |
| -------------------------------- | --------------------------------------------------------------------- | ------------ | --------------- |
| Семенченко Юрій Петрович         | Сільський голова, 1965 року народження, освіта                        | 26.03.2006   | 31.10.2010      |
| Герасименко Юрій Миколайович     | Сільський голова, 1952 року народження, освіта вища, безпартійний     | 31.10.2010   | 25.10.2015      |
| Замогильний Олександр Степанович | Сільський голова, 1966 року народження, освіта вища, ВО «Батьківщина» | 25.10.2015   |                 |

Примітка: таблиця складена за даними джерела

## Історія
Створена у 1923 році в с. Ставище Ставищенської волості Радомисльського повіту Київської губернії. Станом на 17 грудня 1926 року в підпорядкуванні ради значилися хутори Ваканцовий, Дубінської, Кіселіць, Круців, Пошта та Участки.
Станом на 1 вересня 1946 року сільська рада входила до складу Брусилівського району Житомирської області, на обліку в раді перебувало с. Ставище.
11 серпня 1954 року, відповідно до указу Президії Верховної ради Української РСР «Про укрупнення сільських рад по Житомирській області», підпорядковано села Високе та Йосипівка ліквідованих Височанської та Йосипівської сільських рад Брусилівського району. 5 березня 1959 року, відповідно до рішення Житомирського облвиконкому № 161 «Про ліквідацію та зміну адміністративно-територіального поділу окремих сільських рад області», до складу ради включено с. Костівці Містечківської сільської ради Брусилівського району.
На 1 січня 1972 року сільська рада входила до складу Коростишівського району Житомирської області, на обліку в раді перебували села Високе, Йосипівка, Костівці та Ставище.
Виключена з облікових даних 17 липня 2020 року. Територію та населені пункти ради, відповідно до розпорядження Кабінету Міністрів України № 711-р від 12 червня 2020 року «Про визначення адміністративних центрів та затвердження територій територіальних громад Житомирської області», включено до складу Брусилівської селищної територіальної громади Житомирського району Житомирської області.
Входила до складу Ставищенського (7.03.1923 р.), Брусилівського (13.03.1925 р., 4.05.1990 р.) та Коростишівського (30.12.1962 р.) районів.